# Petrus Nottet
Petrus Wilhelmus Frederikus "Peter" Nottet , est un patineur de vitesse néerlandais né le 23 septembre 1934 à La Haye.

## Biographie
Il est médaillé de bronze sur 5 000 mètres aux Jeux olympiques d'hiver de 1968 disputés à Grenoble après avoir battu son record personnel de dix secondes. Il s'agit de son seul podium international, son meilleur résultat aux Championnats du monde étant une quatrième place acquise en 1969. Il prend sa retraite sportive en 1973.

## Records personnels
| Distance      | Temps         | Année |
| ------------- | ------------- | ----- |
| 500 mètres    | 40 s 1        | 1971  |
| 1 000 mètres  | 1 min 21 s 2  | 1971  |
| 1 500 mètres  | 2 min 2 s 2   | 1971  |
| 5 000 mètres  | 7 min 25 s 5  | 1968  |
| 10 000 mètres | 15 min 24 s 8 | 1971  |